# Hatfoltos méhészbogár
A hatfoltos méhészbogár (Trichodes favarius) a rovarok (Insecta) osztályának a bogarak (Coleoptera) rendjéhez, ezen belül a mindenevő bogarak (Polyphaga) alrendjéhez és a szúfarkasfélék (Cleridae) családjához tartozó faj.

## Elterjedése
A hatfoltos méhészbogár délkelet-európai faj. Magyarországon a száraz, déli fekvésű domboldalakon, cseres tölgyesekben, sztyeppréteken fordul elő. Ritkább, mint a nemzetség másik, hazánkban is előforduló faja, a szalagos méhészbogár.

## Megjelenése
A hatfoltos méhészbogár 8–18 mm-es, feltűnő megjelenésű bogár. Teste kékesfekete, ibolyás színű fémfénnyel. Szárnyfedői sárgásvörösek, de a szárnyfedők varrata és 3 harántszalag kék színű. A rokon fajoktól fontos különbség. hogy az elülső harántszalag szélei előrefelé irányulnak. Szárnyfedői durván pontozottak. Egész testét hosszú, elálló, kékesfekete szőrözet borítja.

## Életmódja
A hatfoltos méhészbogár a meleg, délies fekvésű helyeket kedveli, ahol virágokon (főleg ernyősvirágzatúakon) más rovarokkal táplálkoznak. Lárváik vadon élő mézelő- és művészméhfélék (Anthophora, Megachile, Osmia) fészkeiben fejlődnek. A házi méh fiasításaiban nem tesz kárt.